# Jeff Cook
Jeffrey James Cook, detto Jeff (West Covina, 21 ottobre 1956), è un ex cestista statunitense, professionista nella NBA, in Italia e in Francia.

## Carriera
Venne selezionato dai Kansas City Kings al terzo giro del Draft NBA 1978 (49ª scelta assoluta).

## Palmarès
- WBA Most Valuable Player (1979)
- All-WBA First Team (1979)